# Marge de sécurité (finance)
Pour les articles homonymes, voir Coefficient de sécurité.
Dans le cadre d'une stratégie d'investissement, la marge de sécurité est la différence entre la valeur intrinsèque d'une action et son prix sur le marché.
Dans le cadre de l'analyse du seuil de rentabilité, qui relève de la comptabilité, la marge de sécurité représente la baisse du chiffre d’affaires qui peut être supportée par l'entreprise sans subir de pertes. Le point d'équilibre est un scénario sans bénéfice ni perte.

## Historique
Benjamin Graham et David Dodd, fondateurs de l'investissement axé sur la valeur, invente le terme marge de sécurité dans leur livre fondateur de 1934, Security Analysis . Le terme est également décrit dans L'Investisseur intelligent de Benjamin Graham. Graham déclare que «la marge de sécurité dépend toujours du prix payé» (L'Investisseur intelligent, Benjamin Graham, HarperBusiness Essentials, 2003).

## Application à l’investissent
En utilisant la marge de sécurité, il faut acheter une action lorsqu'elle vaut plus que son prix sur le marché. C'est la thèse centrale de la philosophie d'Action dépréciée qui adopte la préservation du capital comme sa première règle d'investissement. Benjamin Graham suggére d'examiner les entreprises impopulaires ou négligées avec des ratios PER et P/B (en) faibles. Il convient également d'analyser les états financiers et leurs annexes pour savoir si les entreprises ont des actifs cachés (par exemple, des investissements dans d'autres entreprises) qui passent potentiellement inaperçus par le marché.
La marge de sécurité protège l'investisseur à la fois des mauvaises décisions et des ralentissements du marché. La juste valeur étant difficile à calculer avec précision, la marge de sécurité laisse à l'investisseur une marge de manœuvre pour investir. Warren Buffett fait la célèbre analogie entre la marge de sécurité et la traversée d'un pont :

« Vous devez posséder les connaissances nécessaires pour vous permettre de faire une estimation très générale de la valeur de l'entreprise sous-jacente. Mais il ne faut pas se contenter d'une estimation approximative. C'est ce que Ben Graham entendait par "avoir une marge de sécurité". Vous n'essayez pas d'acheter des entreprises d'une valeur de 83 millions de dollars pour 80 millions de dollars. Vous vous laissez une marge énorme. Lorsque vous construisez un pont, vous insistez sur le fait qu'il peut transporter 30 000 kilogrammes, mais vous ne faites passer que des camions de 10 000 kilogrammes. Et ce même principe fonctionne en matière d'investissement. »

Une interprétation courante de la marge de sécurité est de savoir jusqu'à quel point le prix d'une action est inférieur à sa valeur intrinsèque. Pour les émissions de haute qualité, les investisseurs de valeur veulent généralement payer 90 cents pour un dollar (90 % de la valeur intrinsèque), tandis que les actions plus spéculatives devraient être achetées avec une remise allant jusqu'à 50 % de la valeur intrinsèque (payer 50 cents pour un dollar).

## Application à la comptabilité
En comptabilité, la marge de sécurité est la différence entre le niveau de vente attendu (ou réel) et le niveau de vente du seuil de rentabilité.
La marge de sécurité est la réduction des ventes qui peut survenir avant que le seuil de rentabilité d'une entreprise ne soit atteint. Elle informe sur risque de perte auquel une entreprise est soumise en raison de l'évolution de ses ventes.
Elle est particulièrement utile dans les situations où une grande partie des ventes d'une entreprise est à risque, par exemple lorsqu'elles sont liées à un contrat avec un seul client qui peut être annulé.

## Formule
Marge de sécurité = Ventes réalisés - Ventes au seuil de rentabilité. 

Autrement dit : Marge de sécurité = Chiffre d'affaires - Seuil de rentabilité.
Pour l'exprimer en pourcentage, la marge de sécurité doit être divisée par le chiffre d'affaires budgétisées (ou par le chiffre d'affaires réel).